# Мантино (Илиноис)
Мантино (енгл. Manteno) град је у америчкој савезној држави Илиноис.

## Демографија
По попису из 2010. године број становника је 9.204, што је 2.79 (43,5%) становника више него 2000. године.
| Група             | 2000.         | 2010.         |
| Белци             | 6.164 (96,1%) | 8.426 (91,5%) |
| Афроамериканци    | 17 (0,3%)     | 108 (1,2%)    |
| Азијати           | 13 (0,2%)     | 55 (0,6%)     |
| Хиспаноамериканци | 181 (2,8%)    | 521 (5,7%)    |
| Укупно            | 6.414         | 9.204         |